# Crossognathus
Crossognathus è un genere di pesci ossei estinto, appartenente ai crossognatiformi. Visse nel Cretaceo inferiore (Albiano, circa 112 - 102 milioni di anni fa) e i suoi resti fossili sono stati ritrovati in Europa.

## Descrizione
Questo pesce era di dimensioni medie e solitamente non superava la lunghezza di 30 centimetri. Il corpo era piuttosto slanciato, vagamente simile a quello di uno sgombro. La testa era allungata e il muso appuntito, e le fauci erano abbastanza ampie. La pinna dorsale dalla base piuttosto ampia, era posta appena prima della metà del corpo, mentre la pinna anale era piuttosto arretrata. Le pinne pettorali e quelle ventrali erano sottili. La pinna caudale era profondamente biforcuta, con due lobi stretti e allungati. 

## Classificazione
Crossognathus è il genere eponimo dei crossognatiformi, un gruppo di pesci teleostei estinti, tipici del Mesozoico; Crossognathus, in particolare, appartiene alla famiglia Crossognathidae, predatori dal corpo slanciato a cui appartiene anche Apsopelix, più recente. La specie tipo è Crossognathus sabaudianus, descritta per la prima volta da Pictet nel 1858 e proveniente dal Cretaceo inferiore della Francia e della Germania (Westfalia). Un'altra specie, C. danubiensis, è nota grazie a un fossile ritrovato nei pressi di Giurgiu, in Romania. Questa specie si differenzia dalla specie tipo per alcune caratteristiche, come gli infraorbitali posteriori molto allungati e il notevole sviluppo dei raggi branchiostegali.

## Paleoecologia
Crossognathus era probabilmente un predatore attivo, di abitudini gregarie, che viveva in mare aperto. 